# Anne Rabe

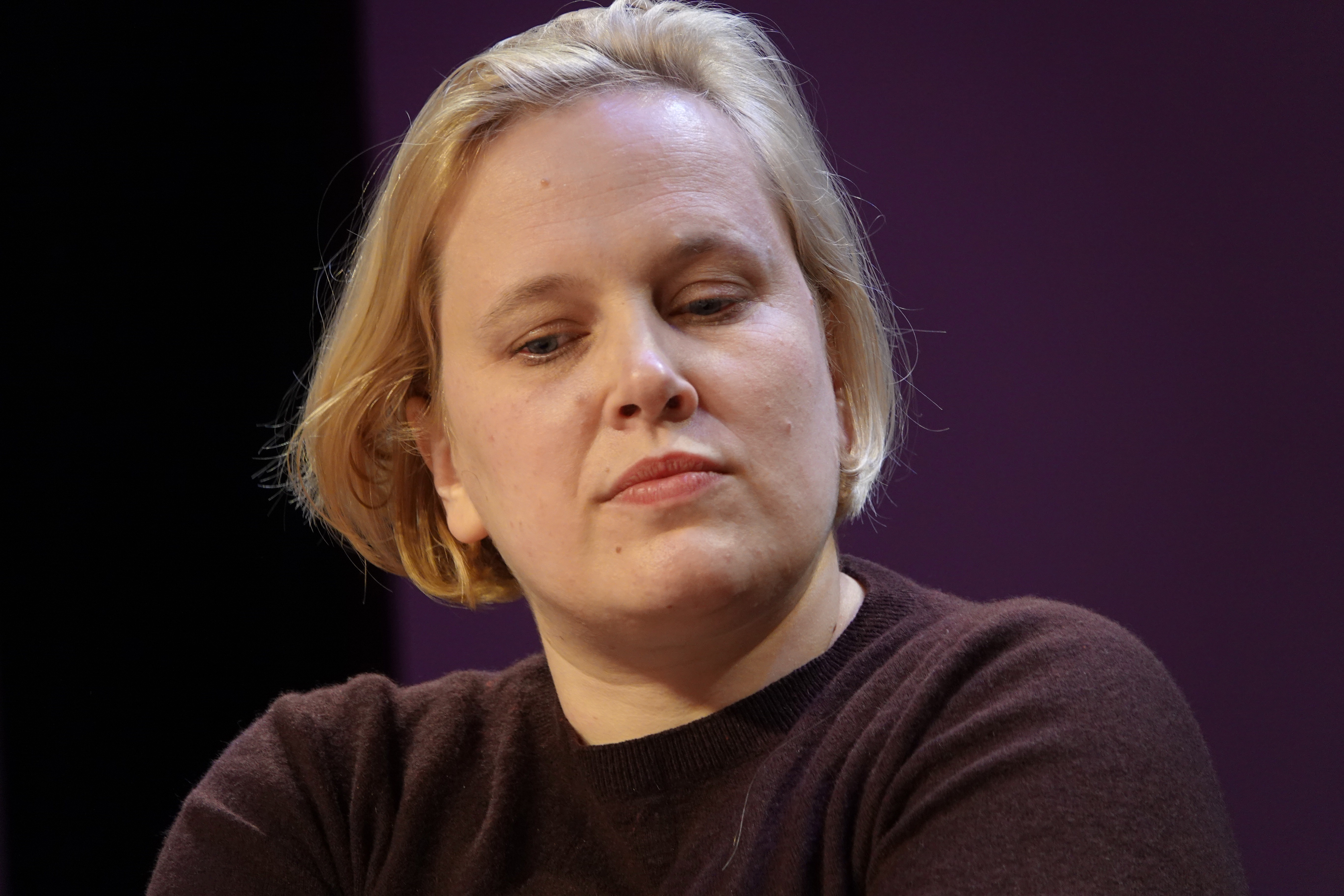
Anne Rabe, 2023

Anne Rabe (* als Anne Schimkus 1. April 1986 in Wismar) ist eine deutsche Dramatikerin, Lyrikerin, Drehbuchautorin und Essayistin.

## Leben
Anne Rabe studierte ab 2005 zunächst Germanistik und Theaterwissenschaft an der FU Berlin. Von April 2006 bis Februar 2010 studierte sie Szenisches Schreiben an der Fakultät Darstellende Kunst der Universität der Künste Berlin. Sie veröffentlichte zu dieser Zeit erste Gedichte und Theaterstücke.
Nachdem im Jahr 2008 Anne Rabes Kurzstück Das erste Stück über Martin an der Schaubühne am Lehniner Platz in Berlin im Rahmen der „Deutschlandsaga“ aufgeführt worden war, erhielt sie noch im selben Jahr für ihr Stück Achtzehn Einhundertneun – Lichtenhagen den Kleist-Förderpreis für junge Dramatiker der Stadt Frankfurt (Oder) und wurde zum Autorenlabor des Düsseldorfer Schauspielhauses eingeladen.
Bereits während ihres Studiums wurden ihre Theaterstücke im In- und Ausland gespielt. Neben diesen schreibt Rabe außerdem für Film und Fernsehen und veröffentlicht weiterhin Lyrik, Prosa und Essays. Außerdem übersetzt sie Theaterstücke und Hörspiele aus dem Englischen, u. a. von Dawn King.
Im Jahr 2023 veröffentlichte sie einen Roman mit dem Titel Die Möglichkeit von Glück, dessen Handlungsort Wismar ist. Inhaltlich geht es um die Aufarbeitung der DDR-Geschichte im Rahmen einer Familiengeschichte und deren Verstrickungen. Das Buch, in dem es der Ich-Erzählerin „Stine“ um die „Ver- und Aburteilung ihres Opas“ – des 1923 geborenen Paul Bahrlow – geht, brachte Rabe die Nominierung als Finalistin für den Deutschen Buchpreis 2023.
Anne Rabe ist Mitglied der SPD und seit Juni 2022 des von ihr mitbegründeten PEN Berlin. Sie lebt in Berlin.

## Werke (Auswahl)
- Kinderland. In: Merkur. Nr. 858, November 2020, S. 30–40.
- Die Täter schweigen nicht. (Essay, 2020 erschienen bei 54books)
- Die Möglichkeit von Glück. Roman. Klett-Cotta, Stuttgart 2023, ISBN 978-3-608-98463-7
- Das M-Wort. Gegen die Verachtung der Moral. Klett-Cotta, Stuttgart 2025, ISBN 978-3-608-96693-0

## Theater
- Das erste Stück über Martin (UA 2008, Schaubühne am Lehniner Platz Berlin)
- Achtzehn Einhundertneun – Lichtenhagen (UA 2008, Theater Chemnitz)
- Als ob schon morgen wär (UA 2010, Nationaltheater Mannheim)
- Ohne Netz (UA 2011, Stadttheater Gießen)
- Fliegen lernen (UA 2012, Staatstheater Braunschweig)
- Achtzehn Einhundertneun – Paradies (UA 2015, Stuttgart)

## Filmografie (Auswahl)
- 2016, 2020: In aller Freundschaft (Fernsehserie)
- 2020: Die Heiland – Wir sind Anwalt (Fernsehserie)
- seit 2020: Warten auf’n Bus (Fernsehserie)

## Auszeichnungen
- 2008: Kleist-Förderpreis für junge Dramatiker für Achtzehn Einhundertneun – Lichtenhagen
- 2008/09: Stipendiatin des Autorenlabors am Düsseldorfer Schauspielhaus
- 2010: Fördergabe zum Schiller-Gedächtnispreis
- 2012: „nah-dran Stipendium“ für das Stück „Fliegen lernen“
- 2015: Arbeitsstipendium vom Deutschen Literaturfonds für ein Romanprojekt